# نقل نخودی
نقل نخودی یک شیرینی سنتی ایرانی  و افغانی است. از جوشاندن شکر با آب و گلاب و سپس پوشاندن نخود برشته در این مخلوط درست می‌شود. نقل نخودی سوغات شهر های مشهد و اصفهان است ‌.